# Lee Collins
Lee Collins, född 28 september 1988 i Telford, England, död 31 mars 2021 i West Coker i Somerset, var en engelsk fotbollsspelare som sedan 2013 spelade i Northampton Town.

## Karriär

### Wolverhampton Wanderers
Lee Collins är en produkt av Wolverhamptons ungdomsverksamhet, där han har varit lagkapten i ungdomslaget. I januari 2007 blev Collins uppflyttad till A-laget och skrev på sitt första proffskontrakt i februari. Trots att han ofta satt på bänken för Wolverhampton så gjorde han aldrig någon A-lagsmatch. I november 2007 lånades han istället ut till Hereford United i en månad, men efter att ha imponerat så förlängdes lånet resten av säsongen.

### Port Vale
Collins blev i början av säsongen 2008/09 utlånad till Port Vale, där han direkt blev en startspelare. 16 januari 2009 gjordes lånet permanent då Wolverhampton valde att släppa iväg Collins gratis. Sitt första mål i karriären gjorde han i 1-1-matchen mot Wycombe Wanderers 25 april 2009.
I september 2009 blev Collins, tillsammans med hela Port Vales lag, transferlistade av tränaren Mickey Adams efter klubbens tredje raka förlust i ligan.
I premiären för säsongen 2010/2011 blev Collins matchvinnare efter att ha gjort matchens enda mål mot Bury. I september skrev Lee Collins på en kontraktförlängning på ett år. Under säsongen spelade Collin 48 matcher och var en bidragande orsak till att Port Vale släppte in minst mål i hela League Two. Under säsongen 2011/12 så drogs Lee Collins med många skador och spelade bara 16 ligamatcher.

### Barnsley
15 mars 2012 lånades Collins ut resten av säsongen till Barnsley och köptes sedan under sommaren. Collins kom in i laget precis då Barnsley drogs med många skador på försvarare och spelade sju matcher under våren.
Trots att Barnsley fortsatt hade mycket skadeproblem så fick Collins aldrig chansen under starten av säsongen 2012/13 och lånades ut i drygt två månader till Shrewsbury Town. Där spelade han åtta matcher innan han återvände till Barnsley som rev hans kontrakt 31 januari 2013.

### Northampton Town
Lee Collins skrev på för Northampton Town i februari 2013. 20 april gjorde han självmål mot sin gamla klubb Port Vale, ett mål som gjorde att Port Vale åter gick upp till League One. I maj 2013 förlängde Northampton Collins kontrakt med 2 år.